# 罗瑞塔广场
罗瑞塔广场（Loretánské náměstí）位于布拉格的城堡区，得名于其东侧的罗瑞塔教堂。广场西侧是一个巨大的巴洛克建筑切宁宫（现为捷克共和国外交部）。广场北侧是天神之后教堂（kostel Panny Marie Andělské），毗邻嘉布遣会修道院及其所属花园，广场南侧是罗瑞塔街，从波霍雷莱茨通往城堡广场和布拉格城堡，有许多历史建筑和美丽如画的拱廊。
在广场东部罗瑞塔教堂前有一花园，广场西部切宁宫前有相当大的停车场。
2005年，爱德华·贝奈斯铜像的复制品安置于此。 